# DDR-Dreiband-Meisterschaft
Die DDR-Dreiband-Meisterschaft war eine nationale Turnierserie in der Karambolagedisziplin Dreiband. Sie wurde vom ehemaligen Karambolage-Dachverband der DDR Deutscher Billard Sport-Verband (DBSV, 1947–1990) ausgerichtet, erstmals 1956 ausgetragen und von 1963 bis 1990 im jährlichen Turnus veranstaltet.

## Geschichte
Zu DDR-Zeiten wurden insgesamt 30 Dreiband-Meisterschaften abgehalten, die erste fand 1956 statt, dann 1960 und ab 1963 jährlich bis zur Vereinigung der DBSV mit der Deutschen Billard-Union (DBU) 1990. Bis auf 1970, wo man eine Gruppenrunde (2 × 4) spielte, fanden alle Turniere im Round Robin Modus (Jeder gegen Jeden) statt. Standard waren Partien von 50 bzw. 60 Punkten. Ausnahmen bildeten hier die Turniere von 1983 und 1984, als der DBSV ein Satzsystem nach BRD-Vorbild auf 20 Punkte mit Nachstoß versuchte. Bei der letzten Meisterschaft 1990 ging es nur noch über zwei Gewinnsätze (Best of 3) zu je 10 Punkten ohne Nachstoß. Gespielt wurde ohne Aufnahmebegrenzung, Ausnahmen waren die Jahre 1986 bis 1989 (100 Aufnahmen). Materialbedingt war die Spielstärke der Akteure unter dem internationalen Durchschnitt geblieben. Damit und in Hinsicht auf das politische System wurden keine Spieler zur Teilnahme an Welt- oder Europameisterschaften entsandt. Während der gesamten Laufzeit der Meisterschaft wurde, mit 10, nur zwei Mal eine zweistellige Höchstserie (HS) erzielt. Den Rekord im Generaldurchschnitt (GD) erzielte Günter Suchsland mit 0,714, er hält mit neun Goldmedaillen auch den Rekord des besten Spielers. Den besten Einzeldurchschnitt (ED) absolvierte Harry Rost 1974 mit 0,952, lässt man die Meisterschaft von 1990 mit nur zwei Sätzen über je 10 Punkte außer Acht. Ralf Reusche spielte dort 1,250 und Frank Omland, letzter DDR-Meister, 1,000.

## Rekorde
| ED    | Name              | Jahr |
| ----- | ----------------- | ---- |
| 0,581 | Günter Suchsland  | 1956 |
| 0,645 | Rolf Scheermesser | 1963 |
| 0,666 | Rolf Scheermesser | 1965 |
| 0,750 | Dieter Hoche      | 1966 |
| 0,895 | Dieter Hoche      | 1967 |
| 0,952 | Harry Rost        | 1974 |

| GD    | Name              | Jahr |
| ----- | ----------------- | ---- |
| 0,497 | Günter Suchsland  | 1956 |
| 0,512 | Harry Rost        | 1964 |
| 0,526 | Günter Suchsland  | 1965 |
| 0,547 | Harry Rost        | 1966 |
| 0,583 | Rolf Scheermesser | 1967 |
| 0,701 | Günter Suchsland  | 1968 |
| 0,714 | Günter Suchsland  | 1982 |

| HS | Name                         | Jahr      |
| -- | ---------------------------- | --------- |
| 6  | Günter Suchsland             | 1956      |
| 7  | Rolf Scheermesser            | 1960      |
| 8  | Rolf Scheermesser Harry Rost | 1963 1964 |
| 9  | Rolf Scheermesser            | 1968      |
| 10 | Günter Suchsland Harry Rost  | 1973 1974 |

Quellen:

## Sieger
Es sind nicht mehr alle Daten rekonstruierbar gewesen. „#“ zeigt die Größe des Teilnehmerfeldes an. Bei Matchgleichstand entscheidet der GD über die Platzierung.
|  | 50 Punkte ohne Aufnahmebegrenzung        |
|  | Satzsystem                               |
|  | 50 Punkte mit Aufnahmebegrenzung auf 100 |

| Nr. | Jahr | Ort             | # | Gold              | GD    | Silber              | GD     | Bronze                | GD     | Distanz |
| --- | ---- | --------------- | - | ----------------- | ----- | ------------------- | ------ | --------------------- | ------ | ------- |
| 1   | 1956 | Erfurt          | 5 | Harry Rost        | 0,497 | Reinhold Kaulisch   | ?      | Heinz Kuczinski       | ?      | 50      |
| 2   | 1960 | Schkopau        | 6 | Harry Rost        | 0,488 | Rolf Scheermesser   | 0,477  | Walter Leffringhausen | 0,394  | 60      |
| 3   | 1963 | Erfurt          | 6 | Georg Thomascheit | 0,426 | Harry Rost          | 0,453  | Rolf Scheermesser     | 0,449  | 60      |
| 4   | 1964 | Magdeburg       | 6 | Günter Suchsland  | 0,470 | Harry Rost          | 0,512  | Georg Thomascheit     | 0,451  | 60      |
| 5   | 1965 | Magdeburg       | 6 | Rolf Scheermesser | 0,524 | Günter Suchsland    | 0,526  | Harry Rost            | 0,516  | 60      |
| 6   | 1966 | Erfurt          | 6 | Rolf Scheermesser | 0,504 | Harry Rost          | 0,547  | Dieter Hoche          | 0,532  | 60      |
| 7   | 1967 | Suhl            | 8 | Rolf Scheermesser | 0,583 | Günter Suchsland    | 0,582  | Dieter Hoche          | 0,555  | 60      |
| 8   | 1968 | Magdeburg       | 6 | Günter Suchsland  | 0,701 | Dieter Hoche        | 0,5708 | Rolf Scheermesser     | 0,5705 | 60      |
| 9   | 1969 | Karl-Marx-Stadt | 6 | Rolf Scheermesser | 0,631 | Günter Suchsland    | 0,509  | Dieter Hoche          | 0,482  | 60      |
| 10  | 1970 | Erfurt          | 8 | Harry Rost        | 0,633 | Dieter Hoche        | 0,534  | Joachim Pötzschke     | 0,457  | 60      |
| 11  | 1971 | Halle           | 6 | Günter Suchsland  | 0,530 | Rolf Scheermesser   | 0,533  | Dieter Hoche          | 0,527  | 60      |
| 12  | 1972 | Magdeburg       | 6 | Dieter Hoche      | 0,621 | Harry Rost          | 0,582  | Günter Suchsland      | 0,589  | 60      |
| 13  | 1973 | Suhl            | 8 | Dieter Hoche      | 0,596 | Günter Suchsland    | 0,610  | Harry Rost            | 0,591  | 60      |
| 14  | 1974 | Erfurt          | 8 | Dieter Hoche      | 0,652 | Harry Rost          | 0,596  | Günter Suchsland      | 0,570  | 60      |
| 15  | 1975 | Halle           | 8 | Günter Suchsland  | 0,580 | Rolf Scheermesser   | 0,563  | Gerhard Böhme         | 0,484  | 60      |
| 16  | 1976 | Magdeburg       | 6 | Günter Suchsland  | 0,578 | Ralf Reusche        | 0,507  | Hans-Georg Rosinski   | 0,403  | 60      |
| 17  | 1977 | Schkopau        | 8 | Dieter Hoche      | 0,620 | Günter Suchsland    | 0,554  | Gerhard Böhme         | 0,550  | 60      |
| 18  | 1978 | Schkopau        | 8 | Günter Suchsland  | 0,674 | Dieter Hoche        | 0,640  | Frank Omland          | 0,543  | 60      |
| 19  | 1979 | Karl-Marx-Stadt | 6 | Frank Omland      | 0,661 | Günter Suchsland    | 0,516  | Hans-Georg Rosinski   | 0,425  | 60      |
| 20  | 1980 | Suhl            | 6 | Dieter Hoche      | 0,617 | Hans-Georg Rosinski | 0,633  | Gerhard Böhme         | 0,599  | 60      |
| 21  | 1981 | Schkopau        | 6 | Dieter Hoche      | 0,643 | Günter Suchsland    | 0,632  | Frank Omland          | 0,496  | 60      |
| 22  | 1982 | Magdeburg       | 6 | Günter Suchsland  | 0,714 | Frank Omland        | 0,628  | Carsten Lässig        | 0,566  | 60      |
| 23  | 1983 | Schkopau        | 8 | Frank Omland      | 0,552 | Günter Suchsland    | 0,487  | Hans-Georg Rosinski   | 0,447  | 2 × 20  |
| 24  | 1984 | Karl-Marx-Stadt | 8 | Frank Omland      | 0,662 | Hans-Georg Rosinski | 0,458  | Carsten Lässig        | 0,508  | 2 × 20  |
| 25  | 1985 | Karl-Marx-Stadt | 6 | Günter Suchsland  | 0,536 | Frank Omland        | 0,661  | Hans-Georg Rosinski   | 0,477  | 50      |
| 26  | 1986 | Berlin          | 6 | Günter Suchsland  | 0,604 | Hans-Georg Rosinski | 0,501  | Frank Omland          | 0,541  | 50      |
| 27  | 1987 | Leipzig         | 6 | Frank Omland      | 0,586 | Günter Suchsland    | 0,573  | Hans-Georg Rosinski   | 0,519  | 50      |
| 28  | 1988 | Magdeburg       | 6 | Jens Krüger       | 0,551 | Günter Suchsland    | 0,681  | Frank Omland          | 0,600  | 50      |
| 29  | 1989 | Erfurt          | 8 | Frank Omland      | 0,591 | Ralf Reusche        | 0,521  | Dieter Hoche          | 0,425  | 50      |
| 30  | 1990 | Erfurt          | 8 | Frank Omland      | 0,627 | Jens Krüger         | 0,531  | Ralf Reusche          | 0,594  | 2 × 10  |

Quellen:

## Ewigenliste
| Medaillenränge        | 1. | 2. | 3. | Σ  |
| --------------------- | -- | -- | -- | -- |
| Günter Suchsland      | 9  | 10 | 2  | 21 |
| Dieter Hoche          | 6  | 3  | 5  | 14 |
| Frank Omland          | 6  | 2  | 4  | 12 |
| Rolf Scheermesser     | 4  | 3  | 2  | 9  |
| Harry Rost            | 3  | 5  | 2  | 10 |
| Jens Krüger           | 1  | 1  | –  | 2  |
| Georg Thomascheit     | 1  | –  | 1  | 2  |
| Hans-Georg Rosinski   | –  | 3  | 5  | 8  |
| Ralf Reusche          | –  | 2  | 1  | 3  |
| Reinhold Kaulisch     | –  | 1  | –  | 1  |
| Gerhard Böhme         | –  | –  | 3  | 3  |
| Carsten Lässig        | –  | –  | 2  | 2  |
| Heinz Kuczinski       | –  | –  | 1  | 1  |
| Walter Leffringhausen | –  | –  | 1  | 1  |
| Joachim Pötzschke     | –  | –  | 1  | 1  |